# Svenska mästerskapen i kortbanesimning 1955
Svenska mästerskapen i kortbanesimning 1955 avgjordes i Forsgrénska badet, Stockholm 1955. Det var den tredje upplagan av kortbane-SM.

## Medaljsummering

### Herrar
| Gren            | Guld                 | Guld               |
| 50 m frisim     | Göran Larsson 26,2   | Simklubben S02     |
| 100 m fjärilsim | Bo Larsson 1.05,8    | SK Neptun          |
| 200 m ryggsim   | Göran Larsson 2.29,6 | Simklubben S02     |
| 100 m bröstsim  | Rolf Junefelt 1.11,5 | Jönköpings SLS     |
| 4x100 m frisim  | SK Poseidon 3.59,2   | SK Poseidon 3.59,2 |

### Damer
| Gren           | Guld                       | Guld             |
| 50 m frisim    | Eva Varde 31,2             | SK Poseidon      |
| 200 m ryggsim  | Margareta Westesson 2.46,8 | SK Poseidon      |
| 100 m bröstsim | Ulla-Britt Eklund 1.26,5   | SK Neptun        |
| 4x50 m frisim  | SK Neptun 2.08,8           | SK Neptun 2.08,8 |